# Zac Brown Band

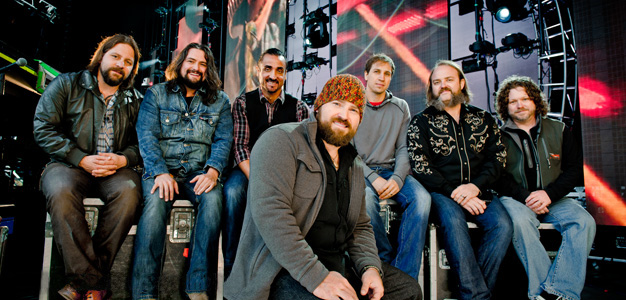
Die Zac Brown Band im Juli 2012

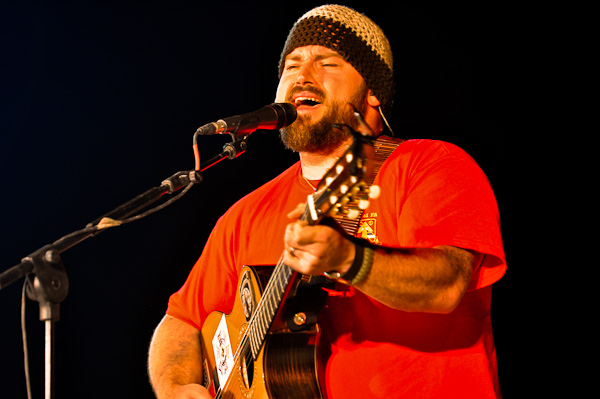
Zac Brown von der Zac Brown Band bei einem Konzert für im Irak stationierte Soldaten

Die Zac Brown Band ist eine US-amerikanische Neo-Traditionalismus-Country-Band, die in Atlanta, Georgia, gegründet wurde.

## Bandgeschichte
Der Bandkopf Zac Brown wuchs in einer musikalischen Großfamilie als zweitjüngstes von zwölf Kindern auf und bekam mit sieben Jahren erstmals klassischen Gitarrenunterricht. Während der High-School-Zeit trat er als Musiker auf und begann neben Coversongs auch einzelne eigene Lieder zu spielen. Danach begann er ein College-Studium in klassischem Gesang, wechselte jedoch mehrfach die Studienrichtung und gab das Studium schließlich ganz auf. Während dieser Zeit spielte er in der Band Far from Einstyne und als diese sich auflöste, machte er als Musiker im Duo mit dem Schlagzeuger weiter. 2002 stellte er die erste vollständige Zac Brown Band zusammen, die im ersten Jahr knapp 200 Auftritte absolvierte. Brown gründete sein eigenes Label Home Grown und veröffentlichte 2003 das gleichnamige Debütalbum der Band. Im Selbstvertrieb verkaufte er davon und vom Livealbum Live from the Rock Bus Tour (2005) jeweils über 30.000 Exemplare. Zwischenzeitlich gründete er zusammen mit seinem Vater auch einen Music Club, in dem er solo und mit Band auftrat. Nach kurzer Zeit wurde er jedoch wieder verkauft und die Band tourte mit dem Bus von Auftritt zu Auftritt in den Clubs und Festivals, unter anderem 2006 beim Bonnaroo Music Festival in Manchester (Tennessee). Zu der Zeit bestand die Band aus Zac Brown (Sänger, Gitarre), Jimmy De Martini (Geige, Gesang), John Driskell Hopkins (Bass, Background), Coy Bowels (Gitarre, Orgel) und Chris Fryar (Schlagzeug). 2009 kam noch Clay Cook (Gitarre, Orgel, Gesang) dazu.
2006 nahm die Zac Brown Band auch ihr drittes Album The Foundation auf. Es erschien zuerst wieder beim eigenen, inzwischen in Southern Ground umbenannten Label und sollte dann vom neuen Label des Konzertveranstalters Live Nation übernommen werden. Das Label wurde jedoch eingestellt und so kamen sie zu Atlantic Records, die das Album 2008 USA-weit herausbrachten. Es wurde ein großer Erfolg und verkaufte sich über drei Millionen Mal. Annähernd vier Jahre konnte es sich in den US-Albumcharts halten und erreichte als beste Platzierung Platz 9. Die Debütsingle Chicken Fried verkaufte sich zwei Millionen Mal und war der erste Nummer-eins-Hit der Band in den Country-Charts. Mit Highway 20 Ride, Free und dem Millionenseller Toes erreichten anschließend noch drei weitere Songs des Albums Platz eins. Nach diesem Erfolg wurde die Zac Brown Band 2010 bei den Grammy Awards und bei den CMA-Awards als Newcomer des Jahres ausgezeichnet. Für das Album und die Single Chicken Fried erhielten sie zwei Grammy-Nominierungen.
Im selben Jahr erschien das zweite Labelalbum You Get What You Give, das an den Erfolg des Vorgängers anknüpfen konnte. In den offiziellen Albumcharts und in den Countrycharts stieg es auf Platz eins ein und verkaufte sich über 1,8 Millionen Mal. Weitere vier Songs kamen auf Platz eins der Countrycharts, darunter Knee Deep, eine Aufnahme zusammen mit Countrylegende Jimmy Buffett. Diese Single brachte ihnen mit Platz 18 ihre bislang beste Platzierung in den offiziellen Singlecharts und verkaufte sich über zwei Millionen Mal. Für die Zusammenarbeit mit Alan Jackson beim Song As She’s Walking Away erhielten sie ihren zweiten Grammy sowie einen ACM-Award, das Album und das Lied Free brachten zwei weitere Grammy-Nominierungen.
Das dritte Atlantic-Album mit dem Titel Uncaged erschien 2012. Zwar kam es erneut auf Platz eins und war ein Millionenseller. Es brachte auch den ersten Grammy Award in der Kategorie Bestes Countryalbum. Trotzdem blieb es hinter dem großen Erfolg der beiden Vorgängeralben zurück. Die Singleauskopplung No Hurry erreichte als beste Platzierung Platz zwei der Countrycharts. Im Jahr darauf erschien eine EP mit Dave Grohl als Schlagzeuger und Produzent unter dem Titel The Grohl Sessions Vol. 1. Die geplante Fortsetzung erschien nicht 2014, dafür veröffentlichte die Band ihr erstes Greatest-Hits-Album.

## Diskografie

### Studioalben
| Jahr | Titel                 | Höchstplatzierung, Gesamtwochen, AuszeichnungChartplatzierungen (Jahr, Titel, Platzierungen, Wochen, Auszeichnungen, Anmerkungen) | Höchstplatzierung, Gesamtwochen, AuszeichnungChartplatzierungen (Jahr, Titel, Platzierungen, Wochen, Auszeichnungen, Anmerkungen) | Höchstplatzierung, Gesamtwochen, AuszeichnungChartplatzierungen (Jahr, Titel, Platzierungen, Wochen, Auszeichnungen, Anmerkungen) | Höchstplatzierung, Gesamtwochen, AuszeichnungChartplatzierungen (Jahr, Titel, Platzierungen, Wochen, Auszeichnungen, Anmerkungen) | Anmerkungen                              |
| Jahr | Titel                 | CH | UK | US | Country | Anmerkungen                              |
| ---- | --------------------- | --- | --- | --- | --- | ---------------------------------------- |
| 2008 | The Foundation        | — | — | US9 ×5Fünffachplatin · (290 Wo.)US                                                                                                | Country2 (168 Wo.)Country | Erstveröffentlichung: 18. November 2008  |
| 2010 | You Get What You Give | — | — | US1 ×3Dreifachplatin · (171 Wo.)US                                                                                                | Country1 (101 Wo.)Country | Erstveröffentlichung: 21. September 2010 |
| 2012 | Uncaged               | — | UK92 (1 Wo.)UK | US1 Platin · (102 Wo.)US | Country1 (94 Wo.)Country | Erstveröffentlichung: 3. Juli 2012       |
| 2015 | Jekyll + Hyde         | CH66 (1 Wo.)CH | UK36 (1 Wo.)UK | US1 Platin · (75 Wo.)US | Country1 (99 Wo.)Country | Erstveröffentlichung: 28. April 2015     |
| 2017 | Welcome Home          | CH72 (1 Wo.)CH | UK25 (1 Wo.)UK | US2 (13 Wo.)US | Country1 (23 Wo.)Country | Erstveröffentlichung: 12. Mai 2017       |
| 2019 | The Owl               | CH69 (1 Wo.)CH | UK78 (1 Wo.)UK | US2 (4 Wo.)US | Country1 (7 Wo.)Country | Erstveröffentlichung: 20. September 2019 |
| 2021 | The Comeback          | CH63 (1 Wo.)CH | — | US27 (2 Wo.)US | Country3 (7 Wo.)Country | Erstveröffentlichung: 15. Oktober 2021   |

### Livealben
| Jahr | Titel        | Höchstplatzierung, Gesamtwochen, AuszeichnungChartplatzierungen (Jahr, Titel, Platzierungen, Wochen, Auszeichnungen, Anmerkungen) | Höchstplatzierung, Gesamtwochen, AuszeichnungChartplatzierungen (Jahr, Titel, Platzierungen, Wochen, Auszeichnungen, Anmerkungen) | Anmerkungen                       |
| Jahr | Titel        | US | Country | Anmerkungen                       |
| ---- | ------------ | --- | --- | --------------------------------- |
| 2010 | Pass the Jar | US17 Gold · (34 Wo.)US | Country2 (75 Wo.)Country | Erstveröffentlichung: 4. Mai 2010 |

Weitere Livealben
- 2005: Live from the Rock Bus Tour

### Kompilationen
| Jahr | Titel                  | Höchstplatzierung, Gesamtwochen, AuszeichnungChartplatzierungen (Jahr, Titel, Platzierungen, Wochen, Auszeichnungen, Anmerkungen) | Höchstplatzierung, Gesamtwochen, AuszeichnungChartplatzierungen (Jahr, Titel, Platzierungen, Wochen, Auszeichnungen, Anmerkungen) | Anmerkungen                             |
| Jahr | Titel                  | US | Country | Anmerkungen                             |
| ---- | ---------------------- | --- | --- | --------------------------------------- |
| 2014 | Greatest Hits So Far … | US20 (402 Wo.)US | Country3 (439 Wo.)Country | Erstveröffentlichung: 10. November 2014 |

### EPs
| Jahr | Titel                     | Höchstplatzierung, Gesamtwochen, AuszeichnungChartplatzierungen (Jahr, Titel, Platzierungen, Wochen, Auszeichnungen, Anmerkungen) | Höchstplatzierung, Gesamtwochen, AuszeichnungChartplatzierungen (Jahr, Titel, Platzierungen, Wochen, Auszeichnungen, Anmerkungen) | Anmerkungen                                            |
| Jahr | Titel                     | US | Country | Anmerkungen                                            |
| ---- | ------------------------- | --- | --- | ------------------------------------------------------ |
| 2009 | Live from Bonnaroo        | US95 (1 Wo.)US | Country20 (5 Wo.)Country | Erstveröffentlichung: 4. August 2009                   |
| 2013 | The Grohl Sessions Vol. 1 | US25 (4 Wo.)US | Country5 (26 Wo.)Country | Erstveröffentlichung: 10. Dezember 2013 mit Dave Grohl |

### Soloalben von Zac Brown
- 2003: Home Grown
- 2014: The Other Man

### Singles
| Jahr | Titel Album                                          | Höchstplatzierung, Gesamtwochen, AuszeichnungChartplatzierungen (Jahr, Titel, Album, Platzierungen, Wochen, Auszeichnungen, Anmerkungen) | Höchstplatzierung, Gesamtwochen, AuszeichnungChartplatzierungen (Jahr, Titel, Album, Platzierungen, Wochen, Auszeichnungen, Anmerkungen) | Anmerkungen                                              |
| Jahr | Titel Album                                          | US | Country | Anmerkungen                                              |
| --- | ---------------------------------------------------- | --- | --- | -------------------------------------------------------- |
| 2008 | Chicken Fried The Foundation                         | US20 ×9Neunfachplatin + Gold (Mastertone) · (25 Wo.)US                                                                                   | Country1 (30 Wo.)Country | Erstveröffentlichung: 16. Juni 2008                      |
| 2009 | Whatever It Is The Foundation                        | US26 ×2Doppelplatin · (20 Wo.)US | Country2 (29 Wo.)Country | Erstveröffentlichung: 19. Januar 2009                    |
| 2009 | Toes The Foundation                                  | US25 ×3Dreifachplatin · (20 Wo.)US | Country1 (22 Wo.)Country | Erstveröffentlichung: 6. Juli 2009                       |
| 2009 | Highway 20 Ride The Foundation                       | US40 Platin · (20 Wo.)US | Country1 (25 Wo.)Country | Erstveröffentlichung: 23. November 2009                  |
| 2010 | Free The Foundation                                  | US34 Platin · (19 Wo.)US | Country1 (19 Wo.)Country | Erstveröffentlichung: 12. April 2010                     |
| 2010 | As She’s Walking Away You Get What You Give          | US32 Platin · (20 Wo.)US | Country1 (19 Wo.)Country | Erstveröffentlichung: 23. August 2010 feat. Alan Jackson |
| 2011 | Colder Weather You Get What You Give                 | US29 ×2Doppelplatin · (20 Wo.)US | Country1 (19 Wo.)Country | Erstveröffentlichung: 8. Februar 2011                    |
| 2011 | Knee Deep You Get What You Give                      | US18 ×3Dreifachplatin · (20 Wo.)US | Country1 (20 Wo.)Country | Erstveröffentlichung: 9. Mai 2011 feat. Jimmy Buffett    |
| 2011 | Keep Me in Mind You Get What You Give                | US35 Platin · (20 Wo.)US | Country1 (24 Wo.)Country | Erstveröffentlichung: 22. August 2011                    |
| 2012 | No Hurry You Get What You Give                       | US50 (16 Wo.)US | Country2 (21 Wo.)Country | Erstveröffentlichung: 16. Januar 2012                    |
| 2012 | The Wind Uncaged                                     | US70 (11 Wo.)US | Country11 (15 Wo.)Country | Erstveröffentlichung: 4. Juni 2012                       |
| 2012 | Goodbye in Her Eyes Uncaged                          | US48 Platin · (20 Wo.)US | Country5 (21 Wo.)Country | Erstveröffentlichung: 1. Oktober 2012                    |
| 2013 | Jump Right In Uncaged                                | US53 (15 Wo.)US | Country13 (21 Wo.)Country | Erstveröffentlichung: 25. Februar 2013                   |
| 2013 | Sweet Annie Uncaged                                  | US47 Gold · (17 Wo.)US | Country6 (23 Wo.)Country | Erstveröffentlichung: 26. August 2013                    |
| 2014 | All Alright The Grohl Sessions, Vol. 1               | — | Country24 (18 Wo.)Country | Erstveröffentlichung: 28. April 2014                     |
| 2015 | Homegrown Jekyll + Hyde                              | US35 ×2Doppelplatin · (20 Wo.)US | Country2 (26 Wo.)Country | Erstveröffentlichung: 12. Januar 2015                    |
| 2015 | Loving You Easy Jekyll + Hyde                        | US40 Platin · (17 Wo.)US | Country4 (25 Wo.)Country | Erstveröffentlichung: 4. Mai 2015                        |
| 2015 | Beautiful Drug Jekyll + Hyde                         | US52 Platin · (20 Wo.)US | Country5 (27 Wo.)Country | Erstveröffentlichung: 21. September 2015                 |
| 2016 | Castaway Jekyll + Hyde                               | US96 (2 Wo.)US | Country17 (21 Wo.)Country | Erstveröffentlichung: 25. April 2016                     |
| 2017 | My Old Man Welcome Home                              | US68 Gold · (4 Wo.)US | Country10 (24 Wo.)Country | Erstveröffentlichung: 3. Februar 2017                    |
| 2017 | Roots Welcome Home                                   | — | Country39 (8 Wo.)Country | Erstveröffentlichung: 12. Mai 2017                       |
| 2018 | Someone I Used to Know The Owl                       | — | Country23 (21 Wo.)Country | Erstveröffentlichung: 9. November 2018                   |
| 2020 | The Man Who Loves You the Most –                     | US96 (1 Wo.)US | Country24 (4 Wo.)Country | Erstveröffentlichung: 12. Juni 2020                      |
| 2020 | You and Islands –                                    | — | Country46 (1 Wo.)Country | Erstveröffentlichung: 31. Juli 2020                      |
| 2021 | Same Boat The Comeback                               | US48 Gold · (17 Wo.)US | Country8 (26 Wo.)Country | Erstveröffentlichung: 11. Juni 2021                      |
| 2021 | Out in the Middle The Comeback                       | US86 Gold · (6 Wo.)US | Country22 (27 Wo.)Country | Erstveröffentlichung: 22. Juni 2022                      |
| 2024 | Tie Up –                                             | — | Country43 (1 Wo.)Country | Erstveröffentlichung: 22. März 2024                      |
| Folgende Lieder erschienen nicht als Single, wurden aber durch das Album zum Download und Streaming bereitgestellt und konnten somit eine Platzierung erlangen: |                                                      | | |                                                          |
| |                                                      | | |                                                          |
| 2010 | A Different Kind of Fine The Foundation              | — | Country55 (4 Wo.)Country |                                                          |
| 2015 | Tomorrow Never Comes Jekyll + Hyde                   | — | Country37 (2 Wo.)Country |                                                          |
| 2015 | I’ll Be Your Man (Song for a Daughter) Jekyll + Hyde | — | Country50 (1 Wo.)Country |                                                          |
| 2017 | Real Thing Welcome Home                              | — | Country34 (1 Wo.)Country |                                                          |
| 2017 | All the Best Welcome Home                            | — | Country43 (1 Wo.)Country |                                                          |

## Auszeichnungen für Musikverkäufe
| Silberne Schallplatte - Vereinigtes Königreich - 2025: für das Album Greatest Hits So Far … Goldene Schallplatte - Kanada - 2011: für das Album You Get What You Give - 2011: für die Single Chicken Fried - 2011: für die Single Toes - 2011: für die Single Knee Deep - 2012: für die Single Colder Weather - 2013: für das Album Uncaged - 2015: für das Album Jekyll + Hyde - 2018: für das Album Welcome Home - 2018: für die Single My Old Man - 2020: für die Single Someone I Used To Know - 2022: für die Single Same Boat - Neuseeland - 2022: für das Album The Foundation - Vereinigtes Königreich - 2024: für die Single Chicken Fried | Platin-Schallplatte - Kanada - 2012: für das Album The Foundation 3× Platin-Schallplatte - Neuseeland - 2024: für die Single Chicken Fried |

Anmerkung: Auszeichnungen in Ländern aus den Charttabellen bzw. Chartboxen sind in ebendiesen zu finden.
| Land/RegionAuszeichnungen für Musikverkäufe (Land/Region, Auszeichnungen, Verkäufe, Quellen) | Silber  | Gold       | Platin       | Verkäufe   | Quellen              |
| -------------------------------------------------------------------------------------------- | ------- | ---------- | ------------ | ---------- | -------------------- |
| Kanada (MC)                                                                                  | —       | 11× Gold11 | Platin1      | 520.000    | musiccanada.com      |
| Neuseeland (RMNZ)                                                                            | —       | Gold1      | 3× Platin3   | 97.500     | radioscope.co.nz NZ2 |
| Vereinigte Staaten (RIAA)                                                                    | —       | 6× Gold6   | 38× Platin38 | 41.000.000 | riaa.com             |
| Vereinigtes Königreich (BPI)                                                                 | Silber1 | Gold1      | —            | 460.000    | bpi.co.uk            |
| Insgesamt                                                                                    | Silber1 | 19× Gold19 | 42× Platin42 |            |                      |